# Atleta

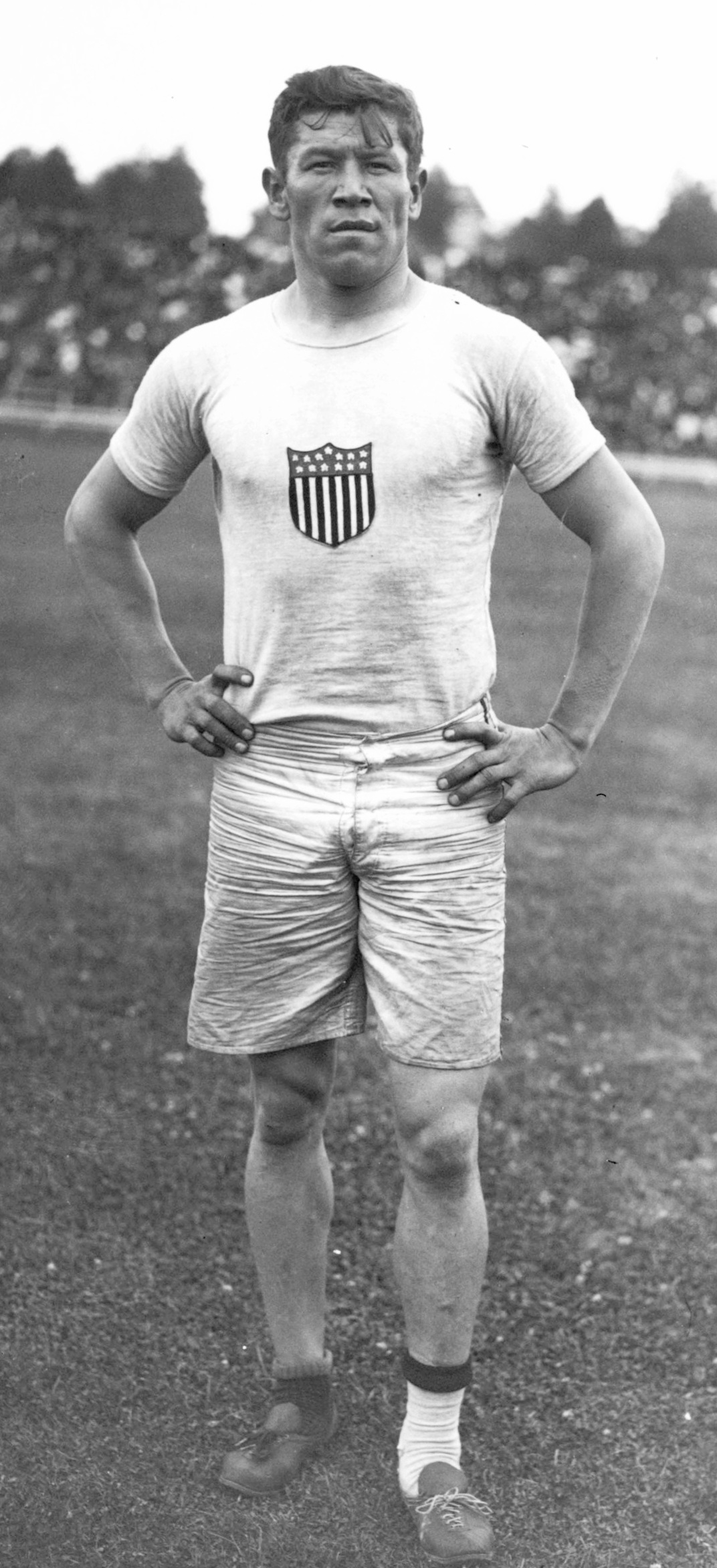
Jim Thorpe als Jocs Olímpics d'Estiu de 1912

Un atleta (del grec antic, αθλος, athlos, que significa «competició») és una persona que posseeix una capacitat física —força, agilitat o resistència— superior a la mitjana i, per això, és apta per a activitats físiques, especialment les competitives. En un sentit més concret, un atleta és qui practica l’atletisme, esport que requereix gran agilitat i força física, i que implica estar entrenat per a participar en competicions esportives.
Els atletes poden especialitzar-se en diverses disciplines dins l’atletisme, com ara les proves combinades —pentatló, heptatló i decatló—, la marxa atlètica o diferents modalitats de salts, com el salt de perxa, el triple salt o el salt d’alçada. També existeix la categoria d’atleta d’elit, que designa els esportistes que destaquen per la seva alta competència en la pràctica atlètica.
El terme «atlètic» s’utilitza per referir-se a allò que és propi o característic d’un atleta o de l’atletisme, i sovint descriu la complexió física relacionada amb aquesta disciplina. A més, històricament, el concepte d’atleta també inclouia les persones que participaven en els Jocs Olímpics de l’antigor.